# Kenta Maeda
Kenta Maeda (前田 健太, Maeda Kenta) (Osaka, 11 de abril de 1988), é um arremessador japonês de beisebol e que atualmente joga no Minnesota Twins.